# Коканд
Коканд ( узб. Qo‘qon/Қўқон ) је град у региону Фергана у Узбекистану .

## Историја

### Опште информације
Коканд је један од најстаријих градова Централне Азије. Помиње се под разним именима још  од 10. века, али је свој процват доживео у 18. веку.
У периоду од 1709. до 1876. године постаје престоница Кокандског каната , који се простирао на територијама савременог Узбекистана, Таџикистана, Киргистана, јужног Казахстана и аутономног ујгурског региона Синђанг у Кине (  Источни Туркестан )  .
Од 1876. Коканд је био део Ферганске области Руске империје, а затим Узбечке ССР у Совјетском Савезу. Сада је  припада Ферганском региону Узбекистана.
Коканд се налази на раскрсници две главне маршруте кроз   Ферганску долину : северозападна кроз планине до Ташкента и западна према Хучанду (Таџикистан).

### Бухарски канат
Територија будућег Кокандског каната од 1500-1709 била је део Бухарског каната.

### Кокандски канат
Постојао је од око 1710. године када се отцепио од Бухарског каната па до 1876. године када је припојен Руском царству.
Кокандски канови настојали су да својој династички легитимитет потврдити , повезујући своје порекло чак и са Тамерланом, а такође и тврдећи да су поседовали целу Фергану од давнина.
Према локалним легендама, чувени султан Бабур, потомак Тамерлана, ишао је из Самарканда у Индију преко Фергане, где је једна од његових жена родила дечака на путу између Хуџанда и Канибадама, које је потом усвојило локално племе.

### Руски Туркестан
Дана 19. фебруара 1876. године, Коканд су освојиле руске трупе под командом генерала Скобељева . Русија је укинула канат, а Коканд је ушао у формирану област Фергана као део  Руског Туркестана, постајући административни центар Кокандског округа .
Након присаједињења Коканда Русији, канова палата је претворена у тврђаву, а кроз градске блокове-махале су формиране су улице, дуж којих су се почеле појављивати грађевине европске архитектуре.
Град се брзо претворио у главни центар привредне активности у Туркестану, престигавши чак и Ташкент по броју банака.

### Туркестанска аутономија
Око три месеца (од 27. новембра 1917. до 22. фебруара 1918.) град Коканд је био центар непризнате државе Туркестанске аутономије.
И простирао се  на територији савременог Узбекистана, Казахстана и Киргистана.
Према бројним историчарима, Туркестанска аутономија је била прва демократска и секуларна независна држава у Централној Азији .

### Узбекистанска ССР
Иако су припадници покрета Басмачи пружали жесток отпор , град и долина су, до јуна 1920 године,  били заузети од стране совјетских трупа  .
Године 1920, главни град Ферганске области је пресељен у Коканд из Скобељева . Године 1924, након националног разграничења, Коканд је постао део Узбекистанске ССР.

## Географија
Коканд се налази на истоку Узбекистана, у југозападном делу Ферганске долине . Налази се 228 км југоисточно од главног града Узбекистана - Ташкента, 115 км западно од Андијана и 88 км западно од Фергане .

## Становништво
Од 1. јануара 2016. године становништво је износило преко 239.900 становника  . Коканд је један од три највећа града у региону Фергана заједно са Ферганом и Маргиланом .
Становништво углавном чине  Узбеци (више од 90%), док у граду живе и представници више од 30 националности.

### Раст становништва Коканда[6]
| Година | Популација |
| ------ | ---------- |
| 1897   | 81 300     |
| 1939   | 84 700     |
| 1959   | 105 100    |
| 1990   | 175 000    |
| 1995   | 187 000    |
| 1998   | 191 100    |
| 1999   | 193 800    |
| 2000   | 197 400    |
| 2007   | 206 500    |
| 2013   | 233 500    |
| 2016   | 239 900    |
| 2020   | 254 700    |

### Становништво према попису из 1897. године
Према општем попису становништва Руске империје, обављеном 9 [по јулијанском 1897 године] фебруара.  директним испитивањем целокупног становништва истог датума, у складу са „Правилником о 1. општем попису становништва Руске империје“ одобреним 1895. године, Коканд је био велики град у средњој Азији.
Становништво и етнички састав Ферганске области по градовима 1897. 
| Град           | Укупно | Сарти  | Узбеци | Таджици | Руси | Киргизи | Кашгарци | Турци  | Пољаци | Немци | Јермени | Роми | Јевреји | Татари |
| -------------- | ------ | ------ | ------ | ------- | ---- | ------- | -------- | ------ | ------ | ----- | ------- | ---- | ------- | ------ |
| Коканд         | 81 354 | 20 907 | 54 673 | 2696    | 1542 | 74      | 73       | 69     | 215    | 61    | 36      | 439  | 275     | 206    |
| Наманган       | 62 017 | 52 890 | 6      | 691     | 1026 | 48      | 10       | 6670   | 192    | 46    | -       | 2    | 110     | 194    |
| Андижан        | 47 627 | 45 366 | 4      | 51      | 950  | 37      | 4        | 5      | 194    | 49    | 7       | 2    | 97      | 114    |
| Стари Маргелан | 36 490 | 35 645 | -      | 3       | 98   | 20      | 33       | 4      | 1      | -     | 2       | -    | 652     | 7      |
| Ош             | 34 157 | 8      | 5      | 107     | 989  | -       | -        | 32 432 | 188    | 45    | -       | -    | 46      | 24     |
| Чуст           | 13 785 | 257    | 376    | 12 718  | -    | -       | -        | 421    | -      | -     | -       | -    | -       | -      |
| Нови Маргелан  | 8928   | 2308   | 300    | 236     | 4563 | 88      | 19       | 5      | 727    | 158   | 49      | 9    | 186     | 151    |

## Економија
Коканд је центар хемијске, памучне, машиноградње, прехрамбене и лаке индустрије. Обим производа произведених у великим индустријским предузећима у 2006. години износио је 72,9 милијарди сома.
Коканд је такође велико железничко чвориште. Овде се налази управа регионалног железничког чвора Фергана.

## Линкови
- http://hokandi.narod.ru/